# Charlie Plummer
Charlie Plummer, född 24 maj 1999 i New York, är en amerikansk skådespelare.
Plummer har bland annat medverkat i TV-serien Looking for Alaska från 2019. Han har även medverkat filmerna Spontaneous från 2020 och Moonfall från 2022.

## Filmografi (i urval)
- 2019: Looking for Alaska
- 2020 : Spontaneous
- 2022: Moonfall
- 2023: National Anthem
- 2025: The Long Walk